# Гоштон (Джорджія)
Гоштон (англ. Hoschton) — місто (англ. city) в США, в окрузі Джексон штату Джорджія. Населення — 2666 осіб (2020).

## Географія
Гоштон розташований за координатами 34°5′38″ пн. ш. 83°45′40″ зх. д. / 34.09389° пн. ш. 83.76111° зх. д. (34.093870, -83.761153).  За даними Бюро перепису населення США в 2010 році місто мало площу 6,74 км², з яких 6,68 км² — суходіл та 0,05 км² — водойми.

## Демографія
Згідно з переписом 2010 року, у місті мешкало 1377 осіб у 513 домогосподарствах у складі 398 родин. Густота населення становила 204 особи/км².  Було 572 помешкання (85/км²).
Расовий склад населення:
| - 92,4 % — білих - 3,3 % — чорних або афроамериканців - 0,8 % — корінних американців - 0,6 % — азіатів - 1,1 % — осіб інших рас |

До двох чи більше рас належало 1,9 %. Частка іспаномовних становила 7,6 % від усіх жителів.
За віковим діапазоном населення розподілялося таким чином: 24,4 % — особи молодші 18 років, 60,2 % — особи у віці 18—64 років, 15,4 % — особи у віці 65 років та старші. Медіана віку мешканця становила 39,9 року. На 100 осіб жіночої статі у місті припадало 90,7 чоловіків;  на 100 жінок у віці від 18 років та старших — 88,9 чоловіків також старших 18 років.
Середній дохід на одне домашнє господарство  становив 80 286 доларів США (медіана — 63 676), а середній дохід на одну сім'ю — 91 777 доларів (медіана — 73 938). Медіана доходів становила 39 861 долар для чоловіків та 36 518 доларів для жінок. За межею бідності перебувало 7,9 % осіб, у тому числі 8,5 % дітей у віці до 18 років та 3,1 % осіб у віці 65 років та старших.
Цивільне працевлаштоване населення становило 738 осіб. Основні галузі зайнятості: освіта, охорона здоров'я та соціальна допомога — 22,6 %, роздрібна торгівля — 17,6 %, виробництво — 17,2 %.